# 石川游泳池前站
石川泳池前站（日语：／ Ishikawa-puru mae eki */?）是位於青森縣弘前市大字小金崎字村元60番5號，弘南鐵道的大鰐線車站。車站編號為KW 11。
2020年因應加設車站編號，其英文車站名稱亦由原來的音譯改為意譯「Ishikawa Pool」取代。

## 車站構造

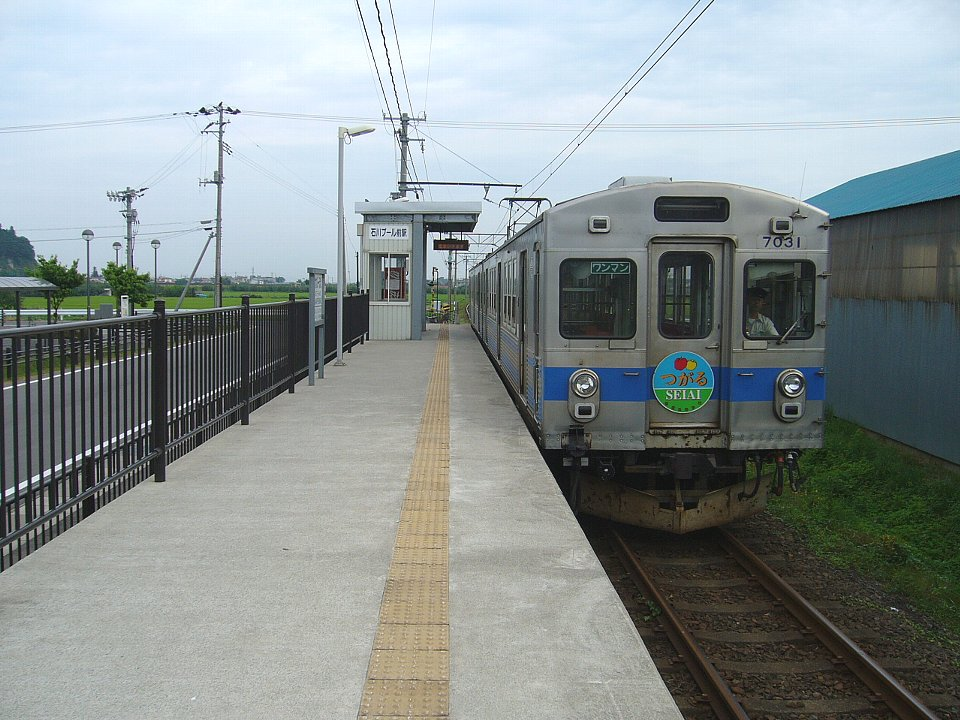
月台

採用簡易車站模式運作的車站，不設有站房，只在月台上設有背板及窗戶的有蓋候車亭。車站入口設於行車路旁邊。

### 月台
採用鋼架及水泥板所搭建的側式月台一座，月台長度為40米，有效長度為2輛。
由於屬較新的建設，月台入口採用了無障礙斜道的設計。列車靠站時，往大鰐方向為右側上落；往弘前方向為左側上落。
| 路線   | 方向 | 前往         |
| ------ | ---- | ------------ |
| 大鰐線 | 下行 | 中央弘前方向 |
| 大鰐線 | 上行 | 大鰐方向     |

## 歷史
- 2002年10月1日：隨著弘前市立石川暖水泳池於同年11月2日啟用，此站先行在此日啟用。
- 2020年10月10日：加入車站編號[1][2][3]。

## 使用狀況
| 1日上落車人次 | 1日上落車人次 |
| 年度          | 1日平均人次   |
| ------------- | ------------- |
| 2011年        | 27            |
| 2012年        | 29            |
| 2013年        | 34            |
| 2014年        | 38            |
| 2015年        | 41            |
| 2016年        | 41            |
| 2017年        | 44            |
| 2018年        | 19            |
| 2019年        | 22            |
| 2020年        | 41            |
| 2021年        | 27            |
| 2022年        | 21            |

## 車站周邊
以此命名的「弘前市立石川暖水泳池」位於車站西側。

## 相鄰車站
弘南鐵道
大鰐線
鯖石（KW 12）－石川游泳池前（KW 11）－石川（KW 10）

## 外部連結
- 石川游泳池站（日語） （各站資訊） - 弘南鐵道